# ریشه‌ها (مینی‌سریال ۲۰۱۶)
ریشه‌ها (انگلیسی: Roots) مجموعه تلویزیونی ۴ قسمتی آمریکایی است که در سال ۲۰۱۶ از شبکهٔ هیستوری پخش شد. این مجموعه در واقع بازسازی یک مینی‌سریال با نام ریشه‌ها است که در سال ۱۹۷۷ پخش می‌شد. هر دو مجموعه بر اساس رمانی از الکس هیلی ساخته شده که در سال ۱۹۷۶ منتشر شده‌است. نام کامل رمان هیلی ریشه‌ها:حماسه یک خانواده آمریکایی است.